# Street Art Frankey
Street Art Frankey is een Nederlandse kunstenaar die met relatief kleine en vaak onopvallende kunstwerken het straatbeeld positief wil beïnvloeden.

## Leven en werk
Sinds 2018 heeft Frankey zijn eigen column in Het Parool.

## Voorbeelden
Voorbeelden van zijn werk zijn:
- Missing numbers, Westerstraat
- Saunaman
- het duikstertje aan het Entrepotdok
- beeld André van Duin (Flip Fluitketel) voor zijn 75ste verjaardag geplaatst voor Koninklijk Theater Carré.
- de Adyen-brug tussen twee gebouwen aan het Rokin die Adyen in gebruik heeft.
- in 2024 werd zijn Rocket 020 onthuld in de straat Nes.

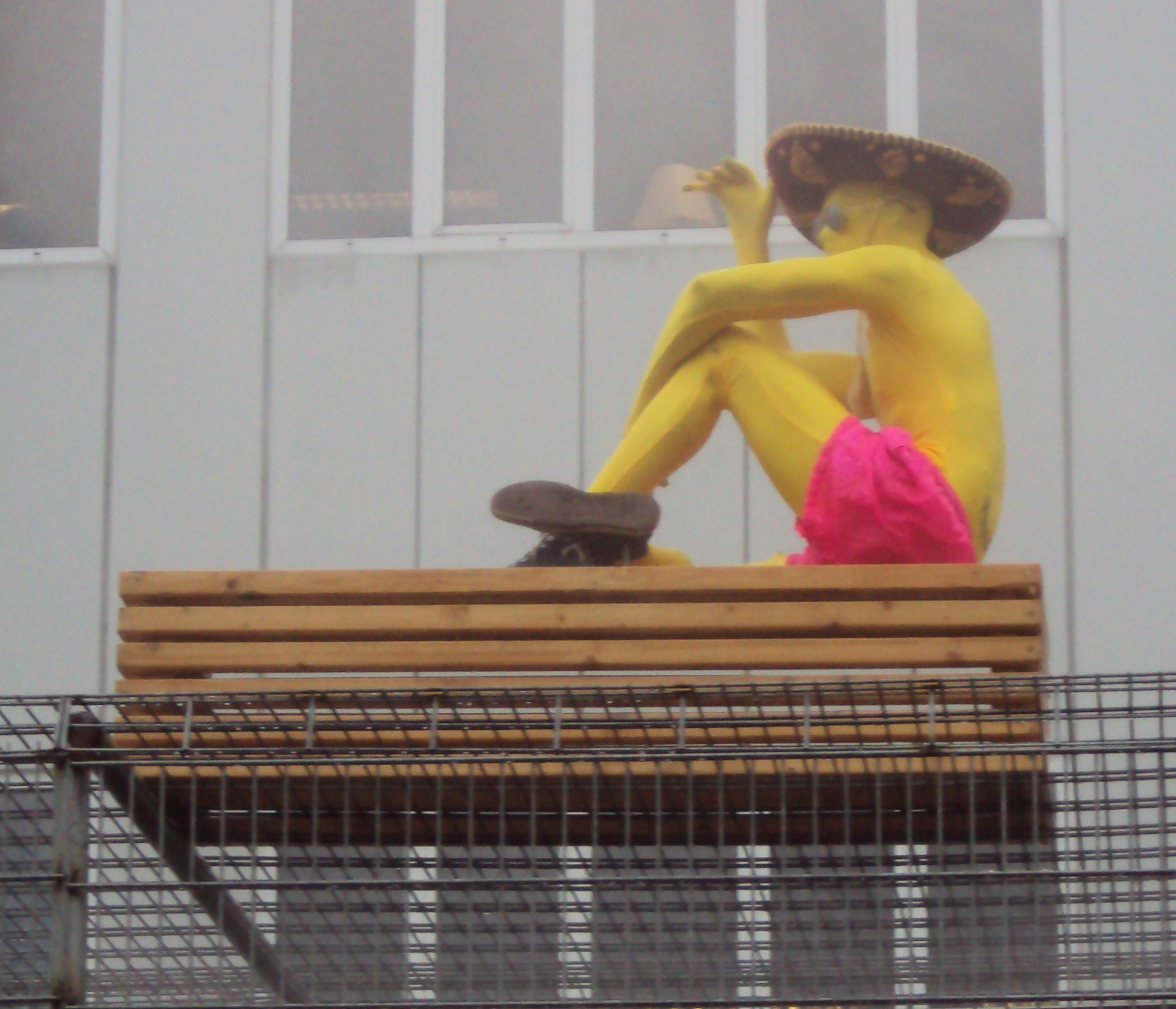
Saunaman
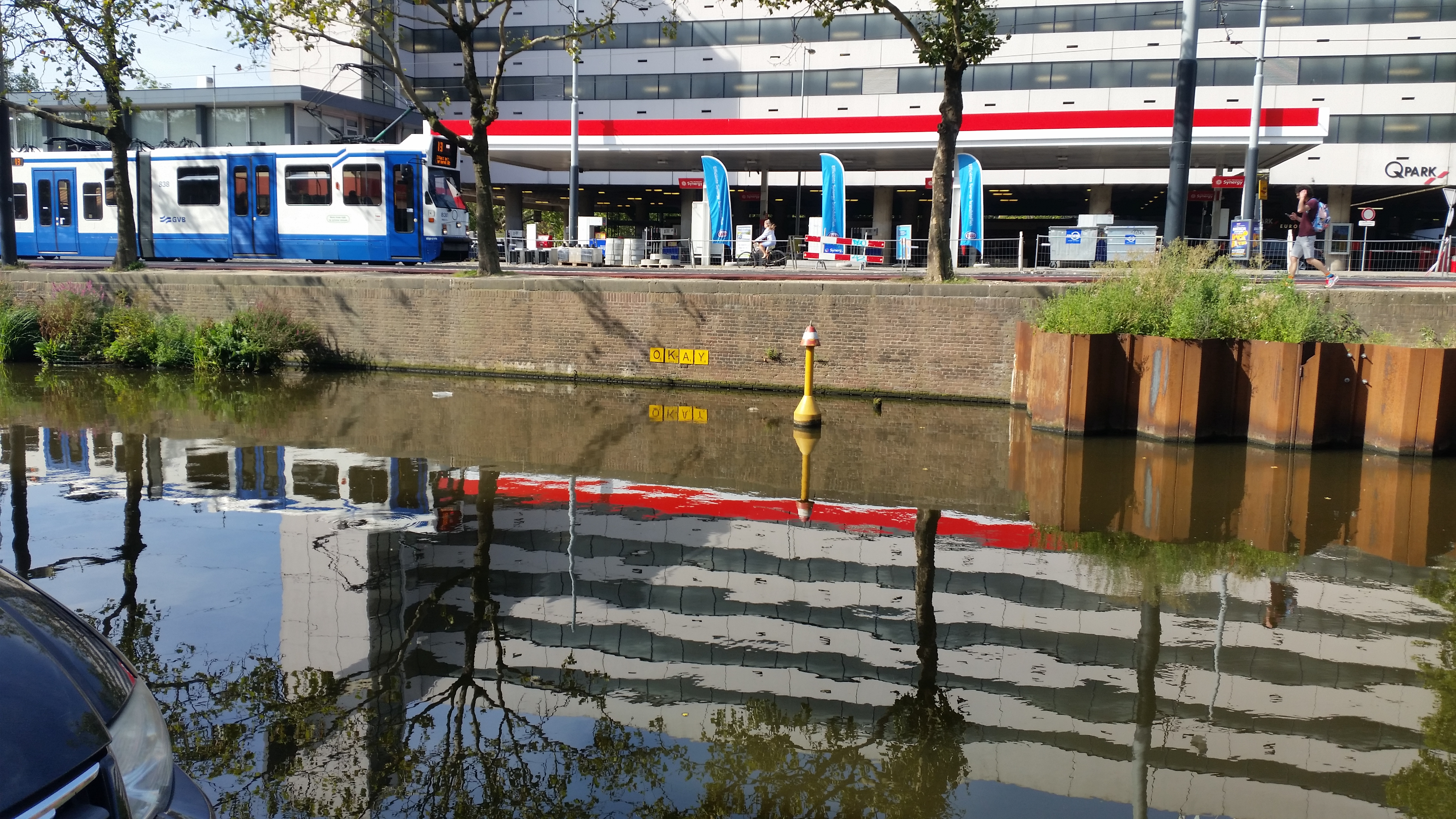
In het midden: OKAY; een combinatie van letters uit een scrabblespel (met letterwaarden) en een bord dat aangeeft dat hier een kabel loopt (K) (augustus 2019)
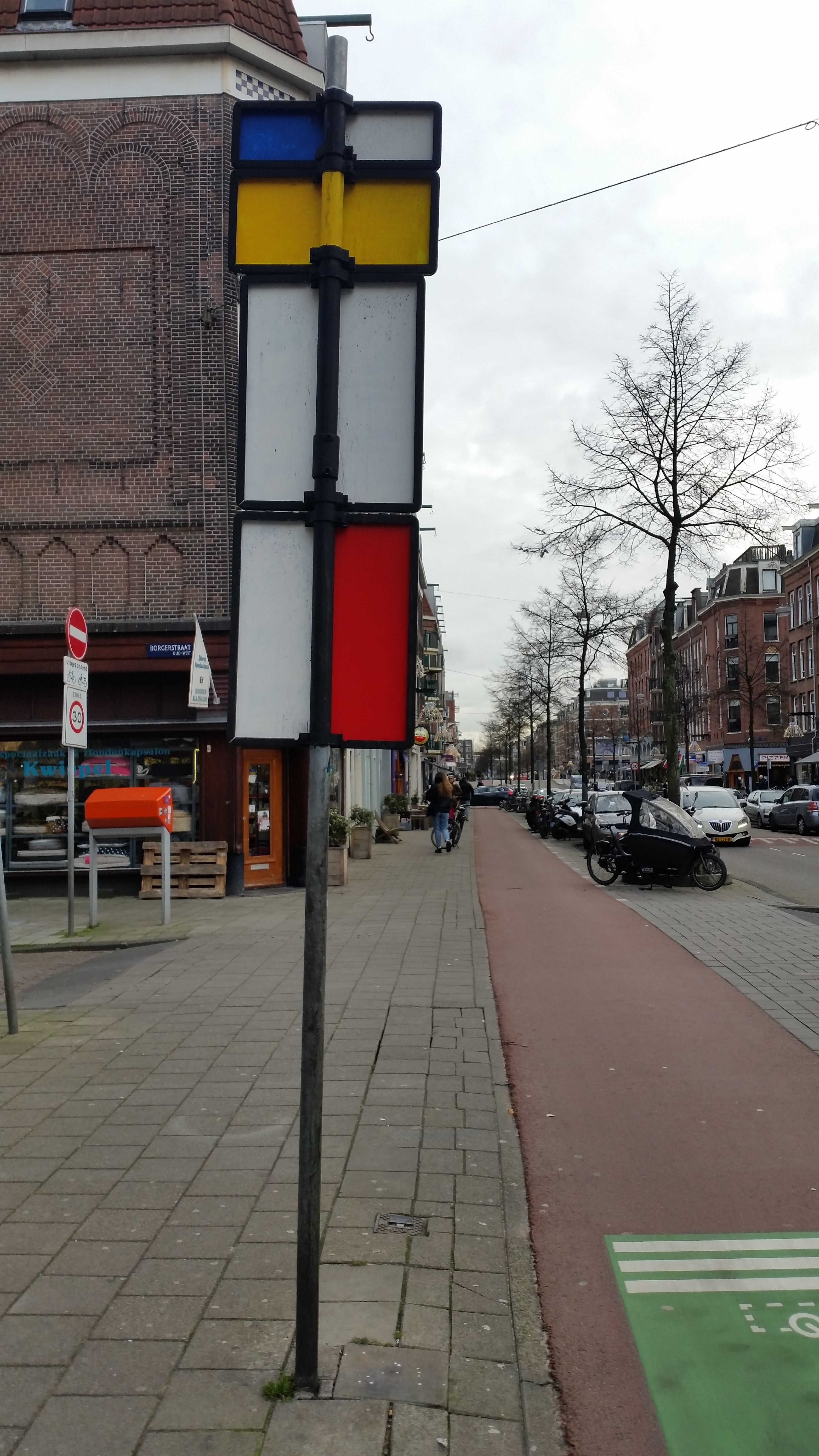
Een Piet Mondriaanachtig tafereel aan de achterzijde van verkeersborden (januari 2019)
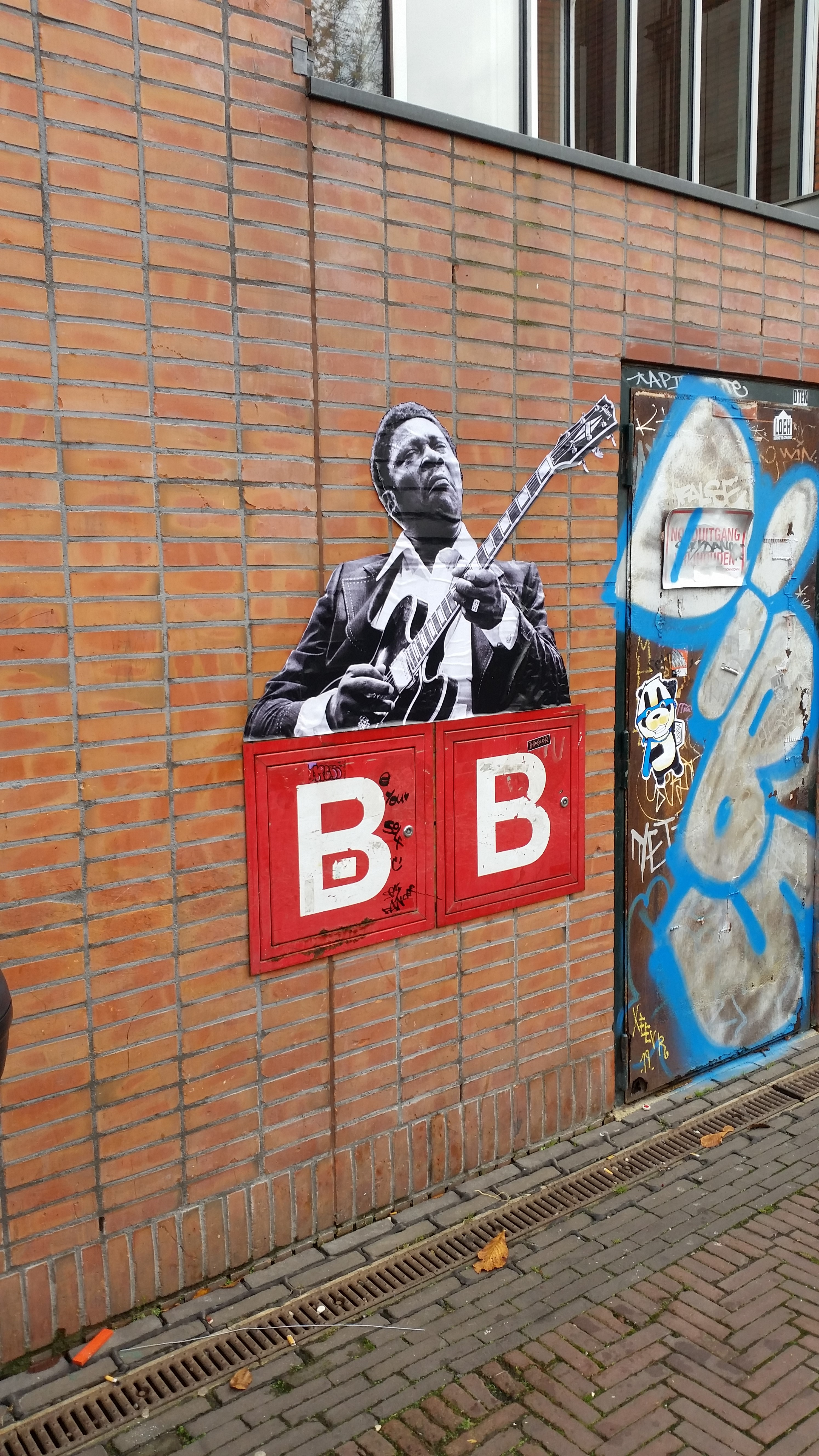
B.B. King (Stopera)
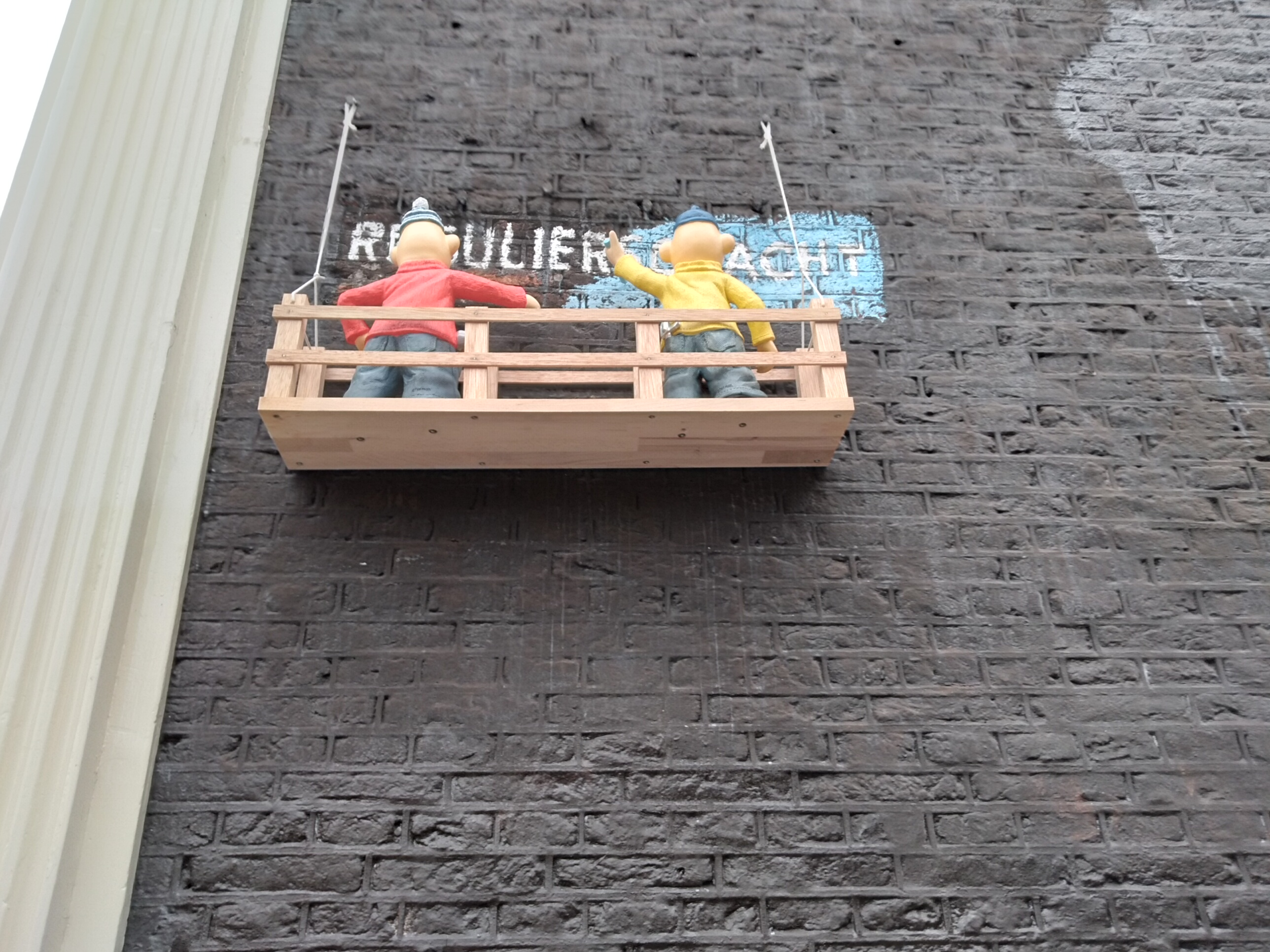
Buurman en Buurman (oktober 2020)
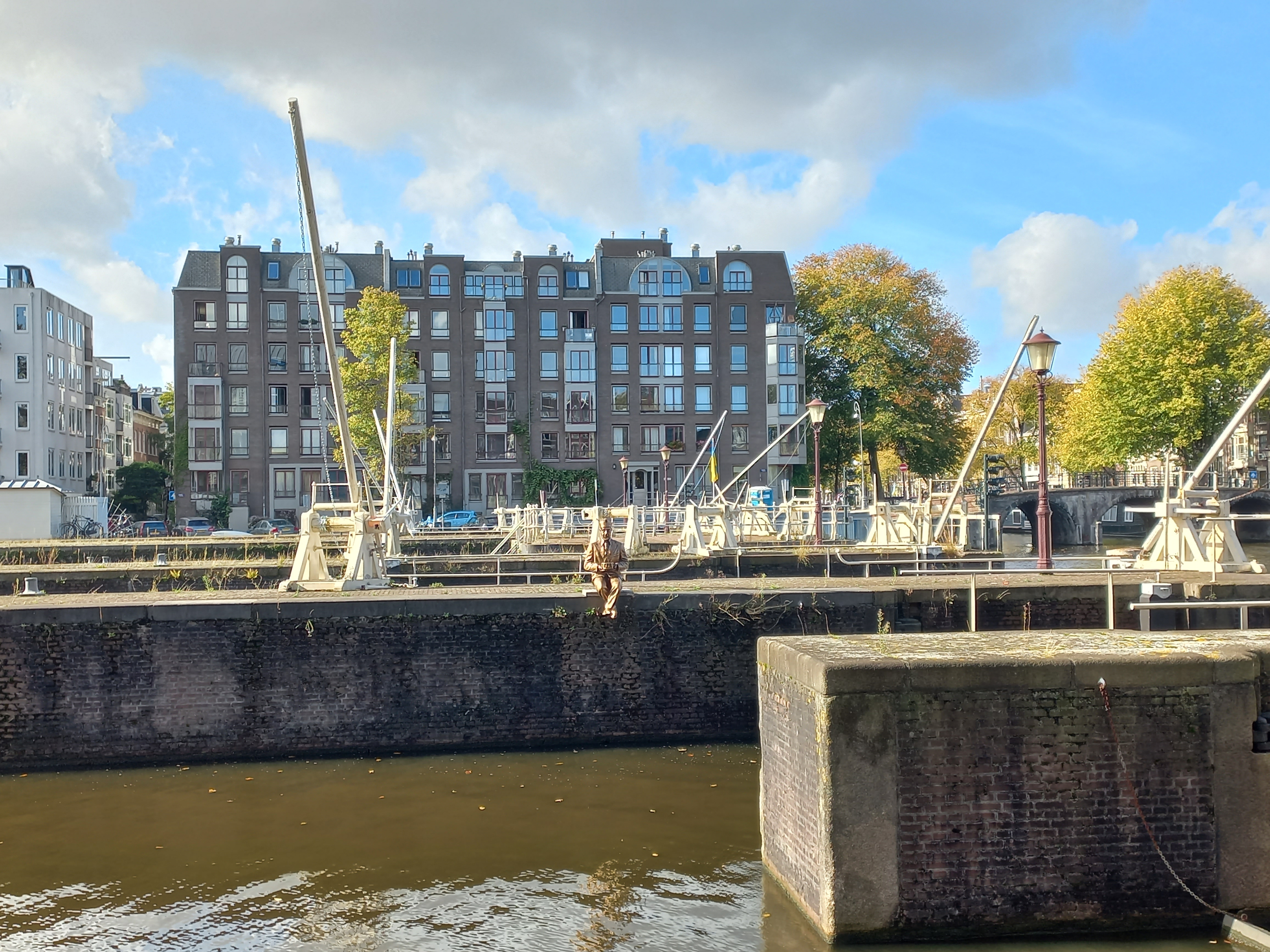
Flip Fluitketel op de Amstelsluizen voor Carré (oktober 2022)